# Westlausitz

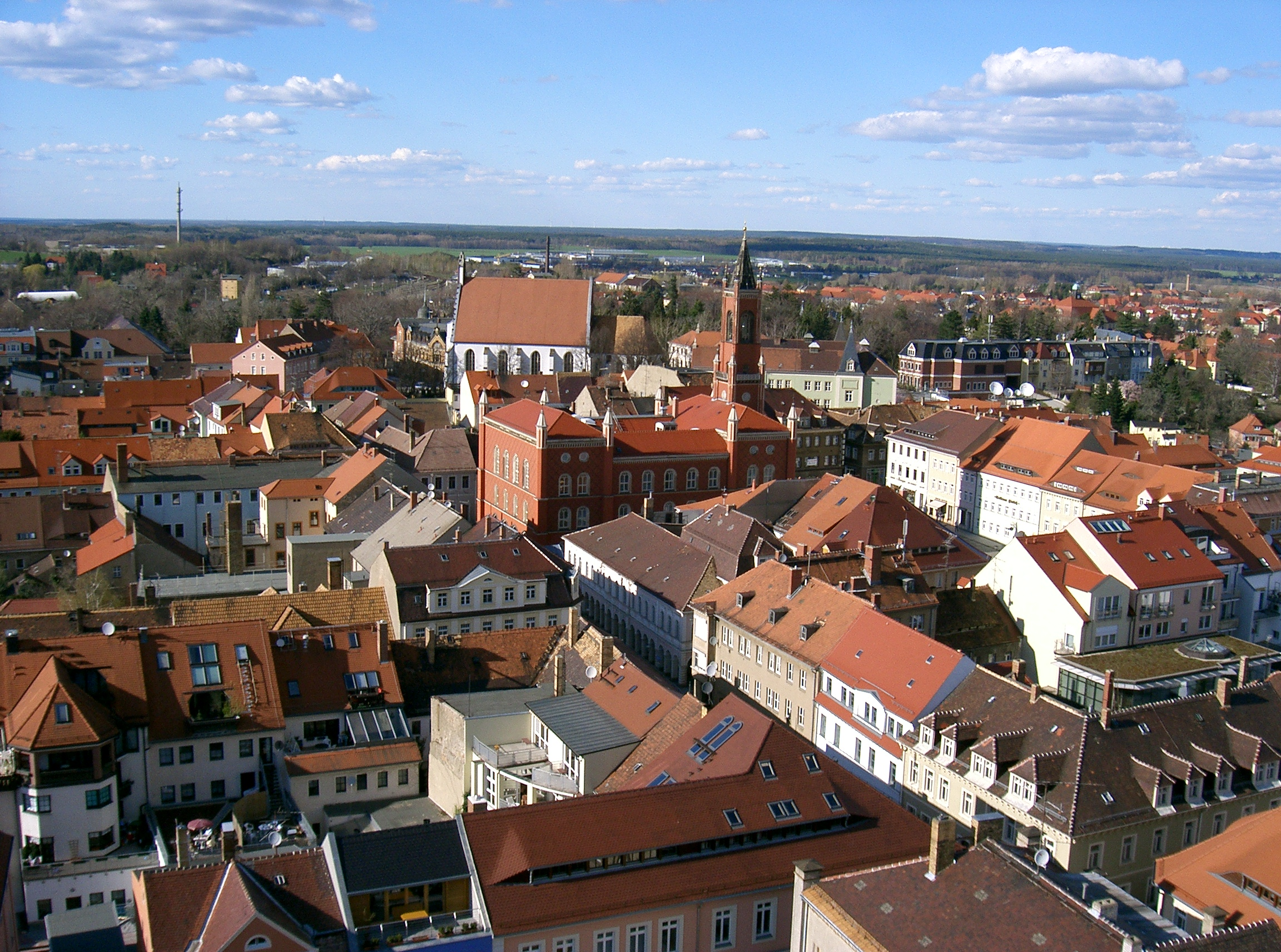
Blick über die Kamenzer Altstadt nach Norden

Der Begriff Westlausitz wurde in den 1950er Jahren für die damaligen Kreise Hoyerswerda, Kamenz und Bischofswerda (heute im Norden und Westen des Landkreises Bautzen) geprägt – im Wesentlichen, um das Museum der Westlausitz zu einem Zentrum zu machen. Kulturhistorisch entspricht die Westlausitz der westlichen Oberlausitz, einschließlich eines Teils des brandenburgischen Landkreises Oberspreewald-Lausitz (östlich von Tettau und Ruhland), zwischen den Flüssen Pulsnitz und Schwarze Elster. 
Den Norden der Westlausitz prägt die flachwellige bis nahezu ebene Heidelandschaft des Naturraumes Königsbrück-Ruhlander Heiden, unterbrochen von Teichen und kleineren Fließgewässern, die das einst sumpfige Gelände entwässern – im Westen und Süden vor allem über die Pulsnitz und ihre Nebenflüsse Haselbach und Otterbach, sowie im Norden in die Schwarze Elster. Die im Nordosten gelegene Königsbrücker Heide wurde im 20. Jahrhundert intensiv als Truppenübungsplatz genutzt. Seitdem ist sie ein weitläufiges Naturschutzgebiet, das, unter anderem wegen immer noch vorhandener Munitionsreste, außerhalb der freigegebenen Wege nur in Begleitung eines Führers betreten werden darf.
Im Süden wird die Westlausitz hügeliger bis bergig mit bewaldeten Kuppen. Die höchsten Berge, wie der weithin sichtbare Keulenberg, sind über 400 Meter hoch und haben Mittelgebirgscharakter. Fast die gesamte Westlausitz ist als Landschaftsschutzgebiet bzw. Naturschutzgebiet ausgewiesen.
Für den südwestlich angrenzenden und bis an die Dresdner Elbtalweitung reichenden Naturraum Westlausitzer Hügel- und Bergland wurde der Name „Westlausitz“ auf ein Gebiet übertragen, das heute zum großen Teil im Landkreis Meißen liegt und nur zu einem geringen Teil in der historischen Oberlausitz.
Wichtige Städte und Gemeinden in der Westlausitz sind Hoyerswerda, Kamenz, Königsbrück, Ohorn, Großröhrsdorf, Pulsnitz, Schwepnitz, Bernsdorf, Ruhland, Oßling, Haselbachtal, Elstra und Bischofswerda.
Das Museum der Westlausitz Kamenz bietet umfangreiche Informationen zur Geologie, Natur, Geschichte und Gesellschaft dieses Landstrichs.